# Győry György
Győry György (Szekszárd, 1906. február 26. – Budapest, 1994. március 24.) magyar orvos, szülész-nőgyógyász, orvosi szakíró, az orvostudományok kandidátusa (1952), doktora (1990), egyetemi tanár.

## Életpályája
Győry György törvényszéki aljegyző és Zsóry Amália gyermekeként született. Orvosi oklevelét a Pázmány Péter Tudományegyetemen szerezte (1931). A budapesti I. sz. női klinika gyakornoka (1931–1934), a Szent Rókus Kórház nőgyógyásza (1934–1940), majd egyetemi adjunktus és egyetemi magántanár volt Kolozsvárt (1940–44). A háború vége felé katona, majd hadifogoly volt (1945–46), a hadifogságból való szabadulása után a budapesti Bábaképzőben tanított (1946–1947). A marosvásárhelyi OGYI nőgyógyászati klinikáján meghívott egyetemi előadótanár (1947–53). Számos tudományos közlemény és több monográfia szerzője, írásait nemzetközi folyóiratok (Wiener Klinische Wochenschrift, Wirchow's Archiv, Frankfurter Zeitschrift für Pathologie és mások) közölték. Páli Kálmánnal közösen szerzett A férfi sexuálhormon (testoviron) sárgatest-hormonszerű hatásáról c. tanulmánya a kolozsvári egyetem Acta c. kiadványainak Medica-sorozatában jelent meg (Kolozsvár, 1941). Romániában ő volt az első tömeges nőgyógyászati szűrővizsgálat megszervezője.
1953 után Budapesten az Orvostovábbképző Intézet (OTKI) szülészeti klinikájának docense (1953–1962), majd tanszékvezető egyetemi tanára (1962–1976), több jelentős nőgyógyászati művét 1953 után Magyarországon adták közre.
Nőgyógyászati műtéttannal, a Stein-Levendel szindrómával, a nem daganatos eredetű petefészek-eltávolítással, stb. foglalkozott. Elsőként alkalmazta a műtéttel világra hozott újszülöttek mindenre kiterjedő enkefalográfiás komplex vizsgálatát, a világon elsőnek alkalmazott végbélből kialakított mesterséges hüvelyképzést.

## Kötetei
- Szülészet és nőgyógyászati műtéttan (Kolozsvár, 1941)
- Szülészeti műtéttan (Marosvásárhely, 1947, 2. kiadás: 1949)
- Hogyan éljen a terhes nő? (Bukarest, 1949)
- Nőgyógyászat (Marosvásárhely, 1949, 2. kiadás: 1950)
- A gyakorló orvos nőgyógyászati endokrinológiája (Budapest, 1963)
- A szőrösödés rendellenességei nőgyógyászati szempontból. A Stein-Leventhal-syndroma (László J.-sal, Budapest, 1964)
- Szülészeti és nőgyógyászati műtéttan. Műtéti eljárások közlése (nagydoktori disszertáció, Budapest, 1990)

## Társasági tagság
- Magyar Nőorvos Társaság (tiszteletbeli elnök, 1954)
- Magyar Gyermeknőgyógyász Társaság (elnök, 1958–1965)